# Wiwarium (film)
Wiwarium  (ang. Vivarium) – belgijsko-duńsko-irlandzki horror z 2019 roku w reżyserii Lorcana Finnegana. W rolach głównych występują Imogen Poots i Jesse Eisenberg.
Światowa premiera filmu odbyła się 18 maja 2019 roku w ramach sekcji "Międzynarodowy Tydzień Krytyki" podczas 72. MFF w Cannes.

## Opis fabuły
Narzeczeni Gemma i Tom poszukujący nowego lokum, jadą obejrzeć dom na surrealistycznym przedmieściu. Kiedy chcą opuścić osiedle, nie mogą znaleźć drogi powrotnej. Któregoś ranka znajdują niemowlę oraz wiadomość, że zostaną uwolnieni, jeśli wychowają chłopca.

## Obsada
- Imogen Poots jako Gemma
- Jesse Eisenberg jako Tom
- Jonathan Aris jako Martin
- Senan Jennings jako Chłopiec
- Eanna Hardwicke jako Chłopiec (starszy)